# 1645 na literatura

## Novos livros
- Daniello Bartoli - L'huomo di lettere
- Hermann Busenbaum - Medulla theologiae moralis
- Edward Herbert
  - - De Causis Errorum
  - - De Religione Laici
- John Milton
  - - Colasterion
  - - Tetrachordon
- Elizabeth Richardson, Baroness Cramond - A Lady's Legacy to her Daughters
- Alexander Ross
  - - Medicus Medicatus
  - - The Philosophical Touchstone

## Nascimentos
| Data         | Nome               | Profissão            | Nacionalidade | Observações | Ref |
| ------------ | ------------------ | -------------------- | ------------- | ----------- | --- |
| 16 de Agosto | Jean de La Bruyère | ensaista e moralista | França        | m. 1696     |     |

## Mortes
| Data          | Nome                 | Profissão | Nacionalidade | Observações | Ref |
| ------------- | -------------------- | --------- | ------------- | ----------- | --- |
| 8 de Setembro | Francisco de Quevedo | escritor  | Espanha       | n. 1580     |     |